# San Pedro Quiatoni
San Pedro Quiatoni è un comune del Messico, situato nello stato di Oaxaca.